# Prévention secondaire
 Mise en garde médicale
La prévention secondaire a pour but de déceler, à un stade précoce, des maladies qui n'ont pas pu être évitées par la prévention primaire. L'Organisation mondiale de la santé (OMS) considère aussi la prévention secondaire comme un ensemble de mesures destinées à interrompre un processus morbide en cours pour prévenir de futures complications et séquelles, limiter les incapacités et éviter le décès.
Elle comprend tous les actes destinés à diminuer la prévalence d'une maladie dans une population donc à détecter une maladie avant l'apparition des symptômes, de façon à pouvoir intervenir pour ralentir ou arrêter sa progression. Elle permet de réduire la durée et la gravité d'évolution de la maladie. Si la prévention primaire intéresse les populations, la prévention secondaire vise plus particulièrement l'individu à haut risque et peut faire appel à l'intervention clinique en évitant la progression de la pathologie et des lésions.

## Prévention secondaire  et dépistage
La prévention secondaire est centrée sur le dépistage. Elle permet aussi, par un diagnostic précoce, d'intervenir rapidement afin d'appliquer un traitement à la suite de l'intervention clinique.

## Prévention primaire et prévention secondaire
Un programme de prévention secondaire consiste en une tentative systématique de réduire au minimum les effets des facteurs de risque présents donc à mettre aussi en place un programme de prévention primaire. Mais, dans ce cas, ce dernier sera adapté aux besoins de chaque individu, et toute mesure prise doit entrer dans le cadre d'un traitement médical d'ensemble tenant compte de l'état clinique du patient et de son mode de vie antérieur.